# De groene kat
De groene kat (Engelse titel: The Green Millennium) is een sciencefictionroman uit 1953 van de Amerikaanse schrijver Fritz Leiber.

## Synopsis
Phil Gish is iemand die niet van het leven geniet, geen doel heeft en ook geen hoop voor de toekomst. Hij zoekt ook niet, zoals velen, naar vermaak in het Grote Amusementspark. Op een dag ontdekt hij een groene kat voor zijn raam. Hij neemt de kat in huis en noemt hem Lucky, in de hoop dat het dier hem geluk zal brengen. Er blijken wel meerdere personen achter de kat aan te zitten en wanneer op een dag de kat verdwijnt, gaat hij op zoek om hem terug te vinden.